# Obersiggenthal
Obersiggenthal est une commune suisse du canton d'Argovie, située dans le district de Baden.

Photo aérienne (1964).